# 赤澤燈
赤澤 燈（あかざわ ともる、1990年3月14日 - ）は、日本の俳優。東京都出身。所属事務所はエナエンターテイメント。
血液型AB型。身長172cm。スリーサイズB:78cm W:69cm H:83cm。靴のサイズは25.5cm。

## 人物
- 趣味・特技は殺陣、ダンス、野球。
- 染谷俊之とは過去に十数回も共演しており親友と言ってもよいほど仲がよく、家が近所だったこともある。
- 美容師の従兄弟に憧れていて自身も美容師を目指していて高校の時に実習も受けていたが、現実との違いに断念。従兄弟と現在の事務所社長が知り合いで社長を紹介された縁で現在の事務所に入った[1]。

## 出演

### 舞台
- 美童浪漫大活劇『八犬伝』 - 犬坂毛野 役
  - 美童浪漫大活劇『八犬伝』第一部（2010年7月14日 - 19日、シアターグリーン BIG TREE THEATER）
  - 美童浪漫大活劇『八犬伝』第二部（2010年12月8日 - 15日、六行会ホール）

- *pnish*プロデュース『パニックカフェ』（2011年1月8日 - 12日、赤坂RED/THEATER）
- *pnish*プロデュース『黄金仮面』（2011年2月16日 - 20日、全労済ホールスペース・ゼロ / 2月26日 - 27日、北國新聞赤羽ホール / 3月5日 - 6日、神戸朝日ホール）
- 少年ハリウッド - 富井実 役
  - 少年ハリウッド（2011年4月14日 - 24日、全労済ホールスペース・ゼロ）
  - 少年ハリウッド〜僕らのオレンジにまた逢いたい〜（2012年2月29日 - 3月11日、CBGKシブゲキ!! / 3月17日 - 18日、愛知県芸術劇場小ホール / 3月24日 - 25日、ABCホール）
- ミュージカル・テニスの王子様2ndシーズン - 芥川慈郎 役
  - ミュージカル『テニスの王子様』青学vs氷帝（2011年7月15日 - 9月24日、JCBホール 他）
  - ミュージカル『テニスの王子様』DREAM LIVE 2011（2011年11月5日 - 6日、神戸ワールド記念ホール / 11月12日 - 13日、横浜アリーナ）
  - ミュージカル『テニスの王子様』青学vs六角（2011年12月17日 - 2012年2月12日、日本青年館 他）
  - ミュージカル『テニスの王子様』コンサート SEIGAKU Farewell Party（2012年10月11日、TOKYO DOME CITY HALL） - ゲスト出演
  - ミュージカル『テニスの王子様』DREAM LIVE 2013（2013年4月27日 - 29日、横浜アリーナ / 5月3日 - 5日、神戸ワールド記念ホール）
  - ミュージカル『テニスの王子様』全国大会 青学vs氷帝（2013年7月11日 - 9月29日、TOKYO DOME CITY HALL 他）
  - ミュージカル『テニスの王子様』DREAM LIVE 2014（2014年11月15日 - 15日、神戸ワールド記念ホール / 11月22日 - 24日、さいたまスーパーアリーナ）
- 合唱ブラボー!（2012年04月10日、CBGKシブゲキ!!） - レオナルド・ヤング王子 役（日替わりゲスト）
- WORKING!!（2012年5月14日、全労済ホールスペース・ゼロ） - ゲスト出演
- ある日、ぼくらは夢の中で出会う（2012年7月4日 - 8日、紀伊國屋ホール） - 刑事役、誘拐犯 役（2役）
- 雷神－RAIJIN－（2012年07月27日 - 31日、俳優座劇場） - 止岡 役
- コーパス・クリスティ 聖骸（2012年9月6日 - 17日、青山円形劇場） - ピーター 役
- マグダラなマリア〜ワインとタンゴと男と女とワイン〜（2012年11月21日 - 30日、サンシャイン劇場 / 12月7日 - 9日、新神戸オリエンタル劇場） - マルタ 役
- 朗読劇+新春語合「宮本武蔵〜巌流島の戦い〜」（2013年1月5日 - 6日、日本橋公会堂（日本橋劇場）） - 武蔵 役、ほか
- 男子ing!!（2013年3月8日 - 17日、俳優座劇場） - ゴロウ 役
- プレゼント◆5（2013年4月24日、シアターサンモール） - ゲスト出演
- PONKOTSU-BARON project 『オズからの招待状』（2014年3月19日 - 23日、紀伊国屋サザンシアター） - ゆーた 役
- ママと僕たち 〜おべんきょイヤイヤBABYS〜（2014年5月2日 - 11日、AiiA Theater Tokyo） - 三十丸東馬 役
- Messiah メサイア - 白崎護 役
  - Messiah メサイア -紫微ノ章-（2014年8月20日 - 24日、サンシャイン劇場）主演
  - Messiah メサイア -翡翠ノ章-（2015年5月13日 - 24日、サンシャイン劇場 / 5月30日 - 31日、神戸オリエンタル劇場）
  - Messiah メサイア -鋼ノ章-（2015年9月2日 - 13日、シアターGロッソ / 9月19日 - 21日、神戸オリエンタル劇場）
  - Messiah メサイア -暁乃刻-（2017年2月11日 - 19日、サンシャイン劇場 / 2月25日 - 26日、森ノ宮ピロティホール）主演
- 聖☆明治座・るの祭典 〜あんまりカブると怒られちゃうよ〜（2014年12月19日 - 23日、明治座 / 12月27日、梅田芸術劇場メインホール） - 織田信忠 役
- る・コン 〜あんなこと、こんなことあったでSHOW〜（2014年12月31日 - 2015年1月1日、明治座）
- 『D-room8』（2015年1月22日、ザムザ阿佐ヶ谷） - ゲスト出演
- ママと僕たち　よちよちフェスティバル　〜もっかい！いち！に！〜（2015年2月21日 - 3月1日、AiiA Theater Tokyo） - 三十丸東馬 役
- 『4BLOCKS』（2015年4月3日 - 12日、サンシャイン劇場）
- なかよし60周年記念ミュージカル『リボンの騎士』（2015年11月12日 - 17日、赤坂ACTシアター / 12月3日 - 6日、シアターBRAVA!） - プラスチック 役
- 残酷歌劇『ライチ☆光クラブ』（2015年12月18日 - 27日、AiiA Theater Tokyo） - カネダ 役
- PONKOTSU-BARON project 第2弾 『回転する夜』（2016年1月30日 - 2月7日、紀伊國屋サザンシアター）
- 美男高校地球防衛部LOVE!活劇!（2016年3月10日 - 13日、Zeppブルーシアター六本木） - 主演・箱根有基 役
- 「クジラの子らは砂上に歌う」 - 主演・チャクロ 役
  - クジラの子らは砂上に歌う（2016年4月14日 - 19日、AiiA 2.5 Theater Tokyo）
  - クジラの子らは砂上に歌う　再演（2018年1月25日 - 28日、AiiA 2.5 Theater Tokyo / 2月2日 - 4日、サンケイホールブリーゼ）
- 歌劇『明治東亰恋伽』（2016年6月2日 - 12日、博品館劇場） - 泉鏡花 役
- エン*ゲキ#02『スター☆ピープルズ!!』（2017年1月5日 - 1月11日、紀伊國屋ホール）[2]
- TRICKSTER〜the STAGE〜（2017年4月12日 - 16日、Zeppブルーシアター六本木） - 花崎健介 役
- 男水!（2017年5月11日 - 21日、シアター1010 / 5月24日 - 28日、森ノ宮ピロティホール） - 小金井晴美 役[3]
- 超！脱獄歌劇「ナンバカ」（2017年9月14日 - 24日、Zeppブルーシアター六本木） - 主演・ ジューゴ 役
- タクフェス第5弾『ひみつ』（2017年10月19日 - 12月10日、サンシャイン劇場 他 鹿児島・金沢・新潟・富山・足利・山口・愛知・札幌・大阪公演） - 漆原一馬 役
- ミュージカル「青春-AOHARU-鉄道」第3弾（2018年5月25日 - 5月26日、長岡リリックホール シアター） - 日替わりゲスト 山手線 役
- MANKAI STAGE『A3!』 - 三好一成 役
  - MANKAI STAGE『A3!』〜SPRING & SUMMER 2018〜（2018年6月28日 - 11月4日、天王洲 銀河劇場 他）
  - MANKAI STAGE『A3!』〜SUMMER 2019〜（2019年8月8日 - 9月29日、品川プリンスホテル ステラボール 他）
  - MANKAI STAGE『A3!』〜WINTER 2020〜（2020年4月24日 - 6月14日、天王洲 銀河劇場 他）※新型コロナウイルス感染症拡大に伴う政府の緊急事態宣言及び地方自治体等の方針を受け全公演中止
  - MANKAI STAGE『A3!』〜WINTER 2020.08〜（2020年8月16日 - 22日、天王州 銀河劇場）
  - MANKAI STAGE『A3!』Four Seasons LIVE 2020（2020年9月17日 - 20日、東京ガーデンシアター）
  - MANKAI STAGE『A3!』〜WINTER 2021〜（2021年5月20日 - 6月13日、TACHIKAWA STAGE GARDEN 他）
  - MANKAI STAGE『A3!』Troupe LIVE SUMMER（2021年10月26日 - 31日、KAAT 神奈川芸術劇場 大ホール）
  - MANKAI STAGE『A3!』ACT2! 〜SUMMER 2022〜（2022年7月16日 - 8月21日、TACHIKAWA STAGE GARDEN 他）
  - MANKAI STAGE『A3!』ACT2! 〜AUTUMN 2022〜（2022年11月4日 - 12月5日、TOKYO DOME CITY HALL 他）
  - MANKAI STAGE『A3!』ACT2! ACT2! 〜WINTER 2023〜（2023年1月21日 - 2月26日、TACHIKAWA STAGE GARDEN 他）映像出演[4]
  - MANKAI STAGE『A3!』ACT2! 〜SUMMER 2023〜（2023年8月12日 - 9月18日、TACHIKAWA STAGE GARDEN 他）[5]
  - MANKAI STAGE『A3!』Four Seasons LIVE 2024（2024年10月31日 - 11月4日、東京ガーデンシアター）[6]
  - MANKAI STAGE『A3!』ACT3! 2025（2025年3月22日 - 5月10日、KAAT神奈川芸術劇場 ホール）[7]
- 舞台『戦刻ナイトブラッド』（2018年8月16日 - 26日、銀河劇場）‐ 主演・豊臣秀吉 役[8]
- 少年社中20周年記念ファイナル 第36回公演「トゥーランドット〜廃墟に眠る少年の夢〜」（2019年1月10日 - 31日、サンシャイン劇場 他 大阪・福岡公演） - インコ 役[9]
- 舞台 機動戦士ガンダム00 - リボンズ・アルマーク 役
  - 舞台『機動戦士ガンダム00 -破壊による再生-Re:Build』（2019年2月15日 - 18日、日本青年館ホール / 2月23日 - 24日、森ノ宮ピロティーホール）
  - 舞台『機動戦士ガンダム00 -破壊による覚醒-Re:(in)novation』（2020年7月17日 - 26日、新国立劇場 中劇場）※新型コロナウイルス感染症の拡大に伴い、全公演延期
  - 舞台『機動戦士ガンダム00 -破壊による覚醒-Re:(in)novation』（2022年2月5日 - 14日、新国立劇場 中劇場）※新型コロナウイルス感染症の影響で2月5日 - 6日は中止
- ミュージカル『薄桜鬼 志譚』風間千景 篇（2019年4月5日 - 11日、日本青年館ホール / 4月18日 - 21日、京都劇場） - 斎藤一 役
- 高橋悠也×東映 シアタープロジェクト TXT vol.1 SLANG（2019年6月20日 - 30日、よみうり大手町ホール） - メズ 役、牟田衛 役（2役）
- DisGOONie Presents Vol.7　舞台「PSY・S」（サイ・ズ） 〜PRESENT SECRET YOUNG SHERLOC（2019年11月7日 - 15日、シアター1010 / 11月23日 - 25日、梅田芸術劇場 シアター・ドラマシティ） - アルセーヌ・ルパン 役
- 少年社中・東映プロデュース「モマの火星探検記」（2020年1月7日 - 2月16日、サンシャイン劇場 他 愛知・大阪・福岡公演） - ハカセ 役
- ワーキング・ステージ「ビジネスライクプレイ」（2020年11月28日 - 12月5日、新宿FACE） - 主演・日野洋治 役
- 舞台「怪盗探偵 山猫 the Stage」（2021年1月21日 - 31日、ヒューリックホール） - 勝村英男 役
- 少年社中第38回公演『DROP』（2021年9月2日 - 12日、紀伊國屋ホール） - Team Humpty オービット 役、Team Dumpty Badman 役
- WBB vol.19『ウエスタンモード』（2021年12月21日 - 28日、こくみん共済 coop ホール／スペース・ゼロ） - ロニ 役
- 舞台「東京リベンジャーズ」- 羽宮一虎 役
  - 舞台「東京リベンジャーズ -血のハロウィン編-」（2022年3月18日 - 21日、COOL JAPAN PARK OSAKA WWホール / 3月25日 - 4月3日、サンシャイン劇場）※新型コロナウイルス感染症の影響で4月2日 - 3日は中止
  - 舞台「東京リベンジャーズ -聖夜決戦編-」（2023年12月22日 - 25日、東大阪市文化創造館 Dream House 大ホール / 12月29日 - 1月8日、品川プリンスホテルステラボール）
- ワーキング・ステージ「ビジネスライクプレイ2」（2022年6月3日 - 12日、新宿FACE） - 主演・日野洋治 役
- 三人芝居「オブセッション」（2022年9月14日 - 19日、CBGKシブゲキ!!） - 三原雄吾 役
- 舞台『イヴの時間』（2022年12月23日 - 29日、博品館劇場） - 真崎マサカズ 役[10]
- 舞台「文豪とアルケミスト戯作者ノ奏鳴曲（ソナタ）」（2023年2月17日 - 26日、品川プリンスホテル ステラボール / 3月3日 - 5日、森ノ宮ピロティホール） - 檀一雄 役
- 宮下貴浩×私オム プロデュース 第6回公演 舞台「わかば自動車教習所で恋を学ぶ」（2023年3月29日 - 4月5日、シアターサンモール） - 主演・栗山 役
- 東映ムビ×ステ 舞台「仁義なき幕末 -令和激闘篇-」（2023年4月27日 - 5月7日、サンシャイン劇場 / 5月18日 - 21日、梅田芸術劇場 シアター・ドラマシティ） - 中岡慎太郎 役[11]
- 劇団ホチキス 第47回公演『明後日のガラパゴス』（2023年10月4日 - 9日、新国立劇場小ホール） - 伊東遼太郎 役、カコ 役（2役）
- 饗宴「世濁声〜GOOD MORNING BEAUTIFUL MOUSE」（2023年11月15日、DisGOONieS） - ゲスト出演
- 青いはる（2023年12月1日、シアター・アルファ東京） - ゲスト出演
- Casual Meets Shakespeare 『OTHELLO SC』（2024年1月18日 - 28日、シアターサンモール） - 道化・語り 役
- 二人芝居「追想曲【カノン】」（2024年2月22日 - 3月3日、シアターサンモール / 3月8日 - 10日、扇町ミュージアムキューブ CUBE01）
- ワーキング・ステージ「ビジネスライクプレイ3」（2024年5月3日 - 11日、新宿FACE） - 主演・日野洋治 役[12]
- 宮下貴浩×私オム プロデュース 第7回公演 舞台「愚れノ群れ」（2024年6月5日 - 6月12日、シアターサンモール） - 出口潤輝 役
- 歌絵巻「ヒカルの碁」序の一手（2024年7月5日 - 14日、サンシャイン劇場） - 塔矢アキラ 役[13]
- Casual Meets Shakespeare 『MACBETH SC』（2024年9月26日 - 10月6日、新宿村LIVE） - バンクォー・暗殺者1 役
- 舞台タメ劇 vol.1『タイムカプセル Bye Bye Days』（2025年1月9日 - 26日、紀伊國屋ホール） - 主演・トモキ（茜沢智樹） 役[14]
- 宮下貴浩×私オム プロデュース第9回公演 舞台『霧』（2025年6月4日 - 15日、シアターサンモール）[15]
- 舞台『日本三國』（2025年7月25日 - 8月3日、シアターH） - 阿佐馬芳経 役[16]
- 三人芝居『クリエイターズハイ!!!』（2025年10月12日 - 19日〈予定〉、シアターサンモール / 10月23日 - 25日〈予定〉、扇町ミュージアムキューブ CUBE01）[17]

### テレビドラマ
- 男子ing!!（2012年9月14日 - 2013年2月8日、TOKYO MX） - ゴロウ 役
- Messiah メサイア -影青ノ章-（2015年2月20日 - 3月27日、TOKYO MX） - 白崎護 役
- スペシャルドラマ「風媒花」（2016年9月13日 - 10月4日、千葉テレビ） - 朴泳三 役
- 男水!（2017年1月 - 3月、日本テレビ） - 小金井晴美 役[3]
- CODE1515（2020年4月26日 - 、BSフジ） - 橘俊作 役[18]

### 映画
- グラフィティ!!（2014年1月、Toki Entertainment・サモワール） - 白神久志 役
- フェアトレードボーイ（2014年1月、オフィス・インベーダー） - 飛鳥 役
- カバディーン!〜花吹雪高校篇〜（2014年、サモワール） - もぐら 役
- 薔薇色のブー子（2014年5月、東宝映像事業部）
- マジックナイト（2014年夏、BACS Entertainment） - 楓 役
- カニを喰べる。（2015年3月21日公開） - 主演・青島 役[19]
  - 羊をかぞえる。（2015年11月21日公開）[19]
  - 天秤をゆらす。（2016年12月23日公開）[20]
  - 逃げた魚はおよいでる。（2017年12月2日公開）
- Messiah メサイア -深紅ノ章-（2015年10月17日公開） - 主演・白崎護 役
- サマーソング（2016年9月17日公開） - バンズ 役
- Please Please Please（2017年1月14日公開） - アオイ 役[21]
- お江戸のキャンディー2（2017年6月24日公開） - 橙 役
- くらわんか!天の川に夢を乗せて（2017年7月1日公開） - 井手口翔太 役
- MANKAI MOVIE『A3!』 - 三好一成 役
  - MANKAI MOVIE 「A3!」〜SPRING & SUMMER〜（2021年12月3日公開）
  - MANKAI MOVIE 「A3!」〜AUTUMN & WINNTER〜（2022年3月4日公開）
- 仁義なき幕末 -龍馬死闘篇-（2023年3月25日公開） - 中岡慎太郎 役

### テレビアニメ
- A3!（2020年12月28日） - 三好一成 役〈2代目〉[22]

### ゲーム
- A3!（2021年1月19日） - 三好一成 役〈2代目〉[23]

### バラエティ
- 超再現!ミステリー（2012年7月27日、日本テレビ） - 池村聖史 役
- 歴史漫才 ヒストリーズ・ジャパン（2017年7月 - 9月、東名阪ネット6） - 中大兄皇子 役、楠木正成 役
- ガンダム GLOBAL CHALLENGEメイキング番組『動くのか？ガンダム 夢への挑戦！』（2019年11月 - 2020年12月、YouTube） - ナレーション
- フォロワーズ72H（2020年2月8日、BSフジ）
- 染谷俊之と赤澤燈のTriangle vacation〜恋するアイランド編〜（2020年8月 - 9月、TBSチャンネル2）
- 「うち劇」第一弾『マトリョーシカの微笑み〜刑事は二度死ぬ〜』（2020年4月25日、リモート配信劇場「うち劇」） - 第1部 山之内 役、第2部 師岡 役
- スペシャルライブ『2人で会話劇』vol.5（2020年5月30日、キャストサイズチャンネル）
- マーダーミステリーシアター『演技の代償』（2021年2月22日、SPWN） - 暁零士役
- 即興劇マーダーミステリー〜探偵はすべからく嘘をつく〜（2021年9月、BSスカパー！／スカパー！オンデマンド） - 金田はじめ 役

- 全惑星★激あまやかしバラエティ「箱入りミュータント」第3話（2023年3月、DMMTV） - ミニコーナーゲスト